# 伊利夫卡 (圖利欽區)
48°20′14″N 28°55′58″E / 48.33722°N 28.93278°E
伊利夫卡（烏克蘭語：Іллівка），是烏克蘭西南部文尼察州圖利欽區克雷若皮尔市镇内的村落。始建於1600年，面積0.49平方公里，海拔高度280米，2001年人口260，人口密度每平方公里530.61人。